# 100 ragazze
100 ragazze (100 Girls) è un film del 2000 scritto e diretto da Michael Davis.

## Trama
A causa di black out, Matthew rimane intrappolato in un ascensore con una ragazza, nel buio i due hanno un rapporto sessuale senza riuscire a vedersi. Innamorato perdutamente, il giorno seguente Matthew inizia una spasmodica ricerca della misteriosa ragazza, ma l'impresa si presenta assai ardua visto che le ragazze che risiedono al college sono ben 100.
Matthew, durante la sua ricerca, impara molte cose che non sapeva sulle donne e stringe buoni rapporti con alcune di loro. A dargli filo da torcere c'è Arlene, che lo sfida ad una versione strip del calcio balilla (ogni goal subìto equivale ad un indumento tolto) due volte, nella prima vince e nella seconda perde. Nelle loro partite fanno una specie di guerra fredda verbale argomentando ognuno a favore del proprio sesso. Alla fine i due diventano amici e Matthew la farà mettere insieme alla sua amica Wendy, dal momento che entrambe sono lesbiche. Conosce anche Cynthia, la ragazza più bella delle 100, che grazie alla sua bellezza fa fare a tutti gli uomini, lui compreso, quello che vuole senza muovere un dito. Dopo essersi fatta male ed essere stata in parte sfigurata al viso (probabilmente non permanentemente) da un divano finitole in faccia mentre era seduta sulle scale, si scopre che in realtà è solo una ragazza insicura e che teme il giudizio altrui sul proprio aspetto. Scoprirà di avere una grande forza fisica nelle gambe e inizierà ad insegnare arti marziali, riuscendo a trovare autostima e rispetto per se stessa indipendentemente dal proprio aspetto.
Conosce Dora, ragazza brutta e isolata dagli altri, che spesso va sul tetto pensando di suicidarsi, che scoprirà di poter essere bella grazie a Matthew, che diventerà suo amico. Alla fine Matthew la farà mettere insieme al suo amico Rod, che era solito comportarsi da maschilista soltanto per compensare il fatto di avere l'ipospadia.
Matthew conoscerà anche Patty, che nel campus tutti ritengono una ragazza facile, la quale viene spesso molestata sessualmente da Crick, un bullo palestrato che, alla fine, viene arrestato grazie a Matthew, il cui gesto spingerà anche le altre ragazze molestate, prima restate in silenzio, a parlare per accusarlo. Matthew ha un rapporto sessuale con lei una volta.
Alla fine Matt decide di fare una dichiarazione d'amore davanti al dormitorio femminile del college esprimendo il proprio amore per questa ragazza misteriosa e, incredibilmente, quasi tutte le ragazze del college urlano di essere quella ragazza, commosse e conquistate dalla dichiarazione di Matthew. Quest'ultimo, però, pensa di aver capito che sia Patty, la quale non è tra le ragazze alla finestra, e la raggiunge ma lei lo respinge, dicendogli che lui non la guarda con lo sguardo di chi è innamorato. Quando l'anno è ormai alla sua conclusione, Matthew fa un ultimo tentativo con Patty la quale, vedendo finalmente in lui lo sguardo di chi l'ama, accetta i suoi sentimenti e i due si mettono insieme.

## Slogan promozionali
- «He met the girl of his dreams. If only he can meet her again.»
- «Riuscirà a trovarla? Unico indizio un paio di mutandine.»